# Puerta del Almocábar
La puerta del Almocábar se encuentra ubicada en la parte sur de Ronda conectada con el casco histórico. Se construyó en el siglo XIII y fue modificada en tiempos de Carlos V. Se compone de tres puertas sucesivas además de dos torres semicirculares laterales. Estas sirvieron de alojamiento para la guardia. 

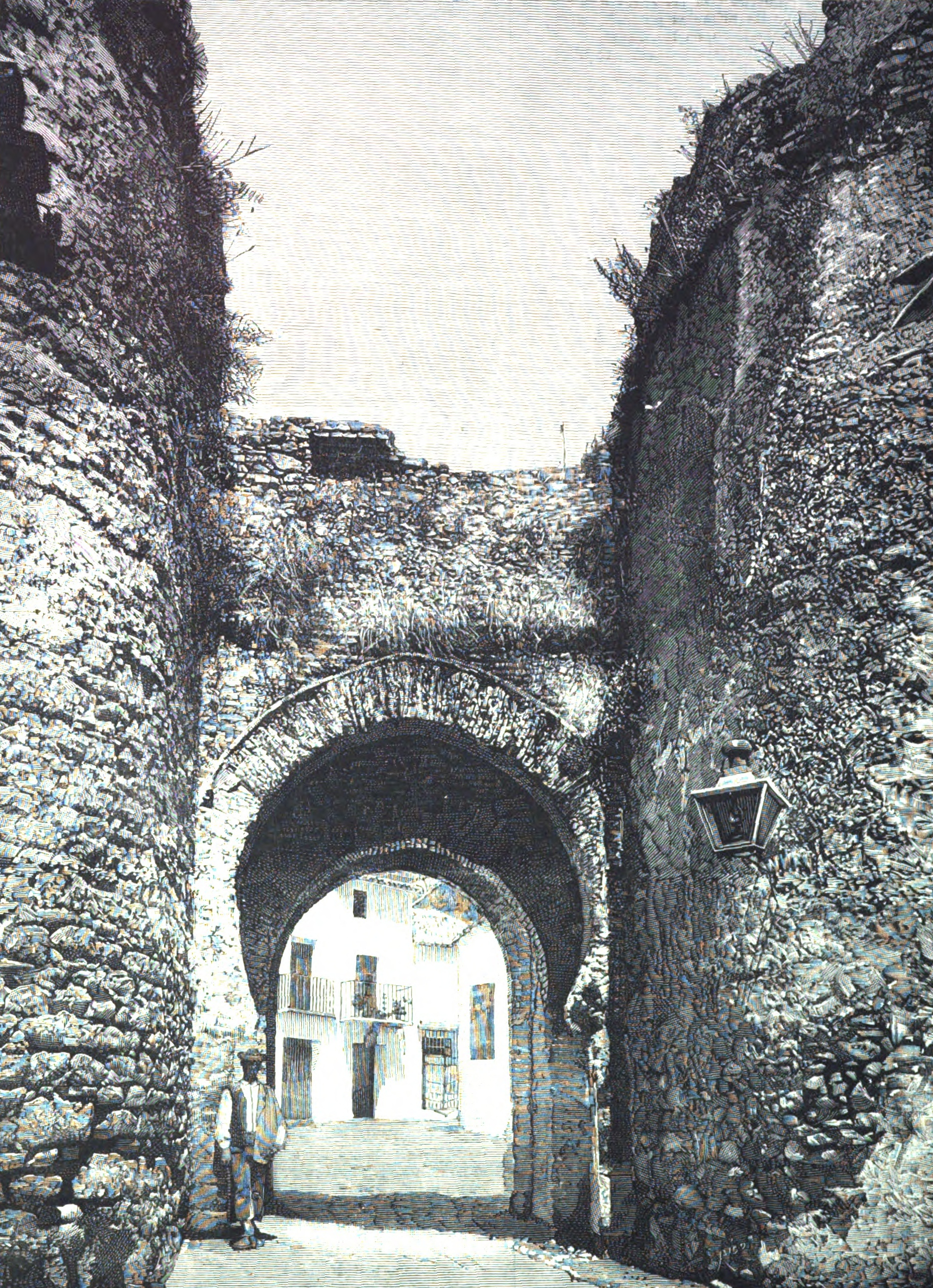
Vista de la puerta en un grabado a partir de fotografía de la segunda mitad del

Su nombre proviene del árabe "Al-maqabir" ya que se encuentra cerca del antiguo cementerio musulmán. Frente a la puerta, fuera de la ciudad, está la plaza de San Francisco que fue el lugar donde el 20 de mayo de 1485, se congregaron las tropas castellanas al mando del Marqués de Cádiz. Esto puso fin a la dominación árabe de Ronda y su serranía.  
Al conjunto se le dio un estilo renacentista y se le ha añadido el imperial escudo aguileño de Carlos V. Fue restaurada en 1961.